# 井上怜奈
井上 怜奈（いのうえ れな、英語: Rena Inoue, 1976年10月17日 - ）は、兵庫県西宮市生まれ千葉県出身の元フィギュアスケート選手（女子シングル、ペアスケーティング）。夫はパートナーでもあるジョン・ボルドウィン。アルベールビルオリンピックペア日本代表14位、リレハンメルオリンピック女子シングル日本代表18位、トリノオリンピックペアアメリカ代表で7位入賞を果たした。
2006年四大陸フィギュアスケート選手権優勝、2004年、2006年全米フィギュアスケート選手権優勝。1990年、1991年全日本フィギュアスケート選手権1位。ペア競技出場時のパートナーは小山朋昭（日本代表時）、ジョン・ボルドウィン（アメリカ代表時）。2009-2010シーズンアメリカナショナルチームBメンバー。

## 経歴

### アルベールビル五輪・日本ペア代表出場
西宮で出生後、実父の転勤に伴い千葉県松戸市へ転居。4歳から競技を開始する。「このころ（井上が）喘息を発症しており、父が何か運動を…と思い、また自宅近くにリンクがあったのでスケートになったと聞きました」と井上本人が明かしている。
1990年、中学1年生の時に小山朋昭とペアを組み、世界ジュニア選手権に出場し7位。翌1991年は世界フィギュア選手権にペア代表で初出場し15位に入り、アルベールビルオリンピックの日本ペア代表（出場枠1）を獲得する。
中学3年生だった1992年のアルベールビルオリンピックには、小山とのペアで冬季オリンピック初出場を果たす。そのオリンピック本番では入賞争いには一歩及ばなかったが、ペアでは当時日本人最高位となる総合14位となった。その後井上の膝の故障により、小山とのペアを解消した。

### リレハンメルオリンピック・日本女子シングル代表出場
高校2年生だった1994年リレハンメルオリンピックには、女子シングル代表（出場枠2）で目指した。同年1月に行われた国内選考会の第62回全日本フィギュアスケート選手権では、テクニカルプログラム（現・ショートプログラム）では4位と出遅れたが、フリースケーティングでは5種類7回の3回転ジャンプを全て決め2位となり総合で2位、優勝した佐藤有香と共に女子シングルで2回目の冬季オリンピック出場を果たした。ところがオリンピック本番はテクニカルプログラム・フリー共にジャンプを失敗するミスが響き、総合18位に終わった。それから1か月後、千葉県の幕張メッセで開かれた世界選手権では13位だった。
1995年の第63回全日本選手権でショートプログラムは2位だったが、風邪の悪化による高熱が有りながらも翌日のフリーに強行出場した。しかし、明らかにフラフラの状態でジャンプは2回しか成功出来ず、フェンスにぶつかるアクシデントも遭って総合12位に終わる。演技終了直後の井上はリンク上に倒れ込んだまま動けず、次滑走者の八木沼純子やコーチ（当時）の無良隆志らが氷上で井上を助け起こす場面も有り、その後担架に運ばれての退場となった（フリーの途中、見かねた観客からは「井上!」の声援が飛んだ後で涙ぐみながらの演技、最後は担架上でうつ伏せのまま号泣しながら運ばれる姿がテレビ中継でも映されていた）。それから3年後、大学3年生となった1998年長野オリンピックにも女子シングル代表（出場枠1のみ）を目指したが、長野オリンピック前年の1997年12月に行われた第66回全日本選手権では優勝した荒川静香らに届かず3位に留まり、長野オリンピック代表を逃した。
長野オリンピック後は再びペア選手として活動し、2000-2001年シーズンから練習拠点をアメリカに移し、ジョン・ボルドウィンと組んで活動している。2004年の全米選手権では優勝したが、同年の2004年世界選手権は10位に終わった。

### トリノオリンピック・アメリカペア代表出場で7位入賞
井上は2005年9月28日にアメリカ合衆国の市民権を獲得し、日本国籍を離脱してアメリカ国籍となった。井上はこのとき、「できれば日本国籍でトリノオリンピックに参加したかったんですが、日本はペアのレベルが低く、選手層が薄いため、オリンピック出場の夢を叶えるためにアメリカ人になる決心をしました。オリンピックのアメリカ代表になれたらとても誇らしいです。ペアは申雪と趙宏博の中国ペアが強いですけど、アメリカ代表としてトリノに行きたいと思っています。」とコメントしている。
2005-2006シーズン、井上は現地にてボルドウィンと恋人同士となるが、そのペアで、全米選手権、2006年四大陸選手権で優勝を果たし、トリノオリンピックへはアメリカ代表として選出され自身3回目のオリンピック出場となった。
トリノオリンピック本番のショートプログラムでは、ペア競技でオリンピック史上初となるスロートリプルアクセルの着氷を成功させ、6位スタートとなる。メダルへの期待がかかったフリースケーティングでは、スロートリプルアクセルに再挑戦するも着氷失敗が響いて、総合で7位入賞に留まった。だが、メダリストや上位選手が出場するエキシビションには3回転半ジャンプを成功させたことと上位入賞者が次々出場辞退したことも有り、7位ながらも特別参加となった。トリノオリンピックから1か月後の2006年世界選手権では4位に入賞している。同10月GPシリーズスケートアメリカで優勝を果たした。
2007年世界選手権で一旦アマチュア引退を発表したが、その後引退を撤回し現役続行を宣言する。2008年全米選手権で復帰を果たし2位となった。このときフリースケーティングの演技終了後には氷上でパートナーのボルドウィンからプロポーズを受け、「氷上のプロポーズ」 として大きな話題となった。なお、井上の返事は(Yes)であった。
2009-2010シーズン、バンクーバーオリンピックでの引退を表明し先シーズンは回避することが多かったスロートリプルアクセルとトリプルツイストを全試合で飛んだ。バンクーバーオリンピック代表入りをかけた2010年全米選手権では、スロートリプルアクセルの失敗等がひびき、ショートプログラム4位と出遅れた。フリースケーティングではスロートリプルアクセルを見事に成功させフリー2位となるも総合点でわずか0.60点2位に及ばず3位となり、バンクーバーオリンピックの代表を逃したことから競技での引退を表明した。
井上は大会終了後、「自分が望んでいた通りの演技ができました。最高でした。これ以上、望むことはないです。こういうかたちで終わることができて、自分は幸せ者です。小さい子供にスケートを教えるのが夢でした。しばらくゆっくりして次のスタートを切りたいと思います。」とコメントした。
2011年10月31日、女児を出産した。2015年8月現在、第2子となる女児を妊娠中である。

## 主な戦績

### ペア
- ジョン・ボルドウィンとのペア。

| 大会/年            | 2000-01 | 2001-02 | 2002-03 | 2003-04 | 2004-05 | 2005-06 | 2006-07 | 2007-08 | 2008-09 | 2009-10 |
| ------------------ | ------- | ------- | ------- | ------- | ------- | ------- | ------- | ------- | ------- | ------- |
| 冬季オリンピック   |         |         |         |         |         | 7       |         |         |         |         |
| 世界選手権         |         |         | 10      | 10      | 11      | 4       | 8       | 10      |         |         |
| 四大陸選手権       |         | 7       |         | 4       |         | 1       | 3       | 4       | 7       |         |
| 全米選手権         | 11      | 4       | 3       | 1       | 2       | 1       | 2       | 2       | 3       | 3       |
| GPファイナル       |         |         |         |         | 6       |         | 4       |         |         |         |
| GPNHK杯            |         |         |         | 4       | 4       |         |         |         | 2       | 3       |
| GPエリック杯       |         |         |         |         |         | 4       | 2       |         |         | 4       |
| GPスケートアメリカ |         |         |         |         | 3       | 2       | 1       |         | 5       |         |
| GPスケートカナダ   |         |         |         |         |         |         | 2       |         |         |         |
| GP中国杯           |         |         |         | 5       |         |         |         |         |         |         |
| GPロシア杯         |         |         | 5       |         |         |         |         |         |         |         |
| GPボフロスト杯     |         |         | 5       |         |         |         |         |         |         |         |

- 小山朋昭とのペア

| 大会/年          | 1989-90 | 1990-91 | 1991-92 |
| ---------------- | ------- | ------- | ------- |
| 冬季オリンピック |         |         | 14      |
| 世界選手権       |         | 15      |         |
| 全日本選手権     |         | 1       | 1       |
| NHK杯            |         |         | 7       |
| 世界Jr.選手権    | 7       |         |         |

#### 詳細
| 2009-2010 シーズン    |                                                      |         |          |          |
| 開催日                | 大会名                                               | SP      | FS       | 結果     |
| 2010年1月14日 - 24日  | 全米フィギュアスケート選手権（スポケーン）           | 4 57.77 | 2 115.41 | 3 173.18 |
| 2009年11月5日 - 8日   | ISUグランプリシリーズ NHK杯（長野）                  | 4 52.52 | 3 106.26 | 3 158.78 |
| 2009年10月15日 - 18日 | ISUグランプリシリーズ エリック・ボンパール杯（パリ） | 5 55.06 | 3 103.30 | 4 158.36 |

| 2008-2009 シーズン    |                                                      |         |          |          |
| 開催日                | 大会名                                               | SP      | FS       | 結果     |
| 2009年2月2日 - 8日    | 2009年四大陸フィギュアスケート選手権（バンクーバー） | 5 56.78 | 7 100.60 | 7 157.38 |
| 2009年1月18日 - 25日  | 全米フィギュアスケート選手権（クリーブランド）       | 3 61.11 | 3 109.97 | 3 171.08 |
| 2008年11月27日 - 30日 | ISUグランプリシリーズ NHK杯（東京）                  | 2 57.60 | 2 103.89 | 2 161.49 |
| 2008年10月23日 - 26日 | ISUグランプリシリーズ スケートアメリカ（エバレット） | 5 50.00 | 5 96.51  | 5 146.51 |

| 2007-2008 シーズン   |                                                  |          |          |           |
| 開催日               | 大会名                                           | SP       | FS       | 結果      |
| 2008年3月17日 - 23日 | 2008年世界フィギュアスケート選手権（ヨーテボリ） | 10 53.83 | 8 103.37 | 10 157.20 |
| 2008年2月11日 - 17日 | 2008年四大陸フィギュアスケート選手権（高陽）     | 3 57.40  | 4 98.60  | 4 156.00  |
| 2008年1月20日 - 27日 | 全米フィギュアスケート選手権（セントポール）     | 2 65.24  | 2 117.93 | 2 183.17  |

| 2006-2007 シーズン    |                                                              |         |          |          |
| 開催日                | 大会名                                                       | SP      | FS       | 結果     |
| 2007年3月19日 - 25日  | 2007年世界フィギュアスケート選手権（東京）                   | 6 59.50 | 8 104.47 | 8 163.97 |
| 2007年2月5日 - 11日   | 2007年四大陸フィギュアスケート選手権（コロラドスプリングス） | 3 61.73 | 3 113.75 | 3 175.48 |
| 2007年1月21日 - 28日  | 全米フィギュアスケート選手権（スポケーン）                   | 1 62.73 | 2 115.42 | 2 178.15 |
| 2006年12月14日 - 17日 | 2006/2007 ISUグランプリファイナル（サンクトペテルブルク）    | 3 59.18 | 5 107.65 | 4 166.83 |
| 2006年11月16日 - 19日 | ISUグランプリシリーズ エリック・ボンパール杯（パリ）         | 2 57.44 | 2 107.29 | 2 164.73 |
| 2006年11月2日 - 5日   | ISUグランプリシリーズ スケートカナダ（ビクトリア）           | 3 55.20 | 2 111.12 | 2 166.32 |
| 2006年10月26日 - 29日 | ISUグランプリシリーズ スケートアメリカ（ハートフォード）     | 1 59.28 | 2 110.62 | 1 169.90 |

| 2005-2006 シーズン    |                                                                  |         |          |          |
| 開催日                | 大会名                                                           | SP      | FS       | 結果     |
| 2006年3月20日 - 26日  | 2006年世界フィギュアスケート選手権（カルガリー）                 | 6 60.90 | 3 122.27 | 4 183.17 |
| 2006年2月10日 - 26日  | トリノオリンピック（トリノ）                                     | 6 61.27 | 7 113.74 | 7 175.01 |
| 2006年1月23日 - 29日  | 2006年四大陸フィギュアスケート選手権（コロラドスプリングス）     | 1 57.51 | 1 111.38 | 1 168.89 |
| 2006年1月7日 - 15日   | 全米フィギュアスケート選手権（セントルイス）                     | 4 55.48 | 1 125.57 | 1 181.05 |
| 2005年11月17日 - 20日 | ISUグランプリシリーズ エリック・ボンパール杯（パリ）             | 4 53.46 | 4 110.20 | 4 163.66 |
| 2005年10月20日 - 23日 | ISUグランプリシリーズ スケートアメリカ（アトランティックシティ） | 3 54.84 | 2 109.60 | 2 164.44 |

| 2004-2005 シーズン    |                                                        |          |           |           |
| 開催日                | 大会名                                                 | SP       | FS        | 結果      |
| 2005年3月14日 - 20日  | 2005年世界フィギュアスケート選手権（モスクワ）         | 12 54.98 | 10 100.66 | 11 155.64 |
| 2005年1月9日 - 16日   | 全米フィギュアスケート選手権（ポートランド）           | 2        | 2         | 2         |
| 2004年12月16日 - 19日 | 2004/2005 ISUグランプリファイナル（北京）              | 6 52.42  | 6 103.30  | 6 155.72  |
| 2004年11月4日 - 7日   | ISUグランプリシリーズ NHK杯（名古屋）                  | 4 53.86  | 4 101.34  | 4 155.20  |
| 2004年10月21日 - 24日 | ISUグランプリシリーズ スケートアメリカ（ピッツバーグ） | 4 56.52  | 3 101.58  | 3 158.10  |

| 2003-2004 シーズン    |                                                    |         |          |          |
| 開催日                | 大会名                                             | SP      | FS       | 結果     |
| 2004年3月22日 - 28日  | 2004年世界フィギュアスケート選手権（ドルトムント） | 9       | 10       | 10       |
| 2004年2月19日 - 25日  | 2004年四大陸フィギュアスケート選手権（ハミルトン） | 4       | 4        | 4        |
| 2004年1月3日 - 11日   | 全米フィギュアスケート選手権（アトランタ）         | 2       | 1        | 1        |
| 2003年11月27日 - 30日 | ISUグランプリシリーズ NHK杯（旭川）                | 3 57.28 | 4 101.60 | 4 158.88 |
| 2003年11月6日 - 9日   | ISUグランプリシリーズ 中国杯（北京）               | 5 50.10 | 5 97.74  | 5 147.84 |

| 2002-2003 シーズン    |                                                          |    |    |      |
| 開催日                | 大会名                                                   | SP | FS | 結果 |
| 2003年3月24日 - 30日  | 2003年世界フィギュアスケート選手権（ワシントンD.C.）     | 11 | 10 | 10   |
| 2003年2月10日 - 16日  | 2003年四大陸フィギュアスケート選手権（北京）             | 9  | -  | 棄権 |
| 2003年1月12日 - 19日  | 全米フィギュアスケート選手権（ダラス）                   | 5  | 3  | 3    |
| 2002年11月22日 - 24日 | ISUグランプリシリーズ ロシア杯（モスクワ）               | 4  | 5  | 5    |
| 2002年11月8日 - 10日  | ISUグランプリシリーズ ボフロスト杯（ゲルゼンキルヒェン） | 6  | 5  | 5    |

| 2001-2002 シーズン   |                                              |    |    |      |
| 開催日               | 大会名                                       | SP | FS | 結果 |
| 2002年1月21日 - 27日 | 2002年四大陸フィギュアスケート選手権（全州） | 6  | 7  | 7    |
| 2002年1月6日 - 13日  | 全米フィギュアスケート選手権（ロサンゼルス） | 5  | 4  | 4    |

| 2000-2001 シーズン   |                                          |    |    |      |
| 開催日               | 大会名                                   | SP | FS | 結果 |
| 2001年1月14日 - 21日 | 全米フィギュアスケート選手権（ボストン） | 13 | 12 | 11   |

### 女子シングル
| 大会/年            | 1990-91 | 1991-92 | 1992-93 | 1993-94 | 1994-95 | 1995-96 | 1996-97 | 1997-98 |
| 冬季オリンピック   |         |         |         | 18      |         |         |         |         |
| 世界選手権         |         |         |         | 13      |         |         |         |         |
| 全日本選手権       |         |         |         | 2       | 12      | 6       | 6       | 3       |
| GPロシア杯         |         |         |         |         |         |         |         | 10      |
| GPスケートカナダ   |         |         |         |         |         |         |         | 9       |
| GPスケートアメリカ |         |         |         |         |         | 8       |         |         |
| GPネイションズ杯   |         |         |         |         |         | 7       |         |         |
| NHK杯              |         |         | 11      | 8       |         |         |         |         |
| 全日本Jr.選手権    | 1       | 2       | 1       | 2       |         |         |         |         |

#### 詳細
| 1997-1998 シーズン    |                                                          |    |    |      |
| 開催日                | 大会名                                                   | SP | FS | 結果 |
| 1997年12月12日 - 14日 | 第66回全日本フィギュアスケート選手権（神戸）             | 3  | 4  | 3    |
| 1997年11月19日 - 23日 | ISUチャンピオンシリーズ ロシア杯（サンクトペテルブルク） | 8  | 10 | 10   |
| 1997年11月6日 - 9日   | ISUチャンピオンシリーズ スケートカナダ（ハリファックス） | 7  | 9  | 9    |

## プログラム使用曲
| シーズン  | SP | FS                                                                                                 |
| --------- | --- | -------------------------------------------------------------------------------------------------- |
| 2009-2010 | タンゴ・デ・ロス・エクシラドス 作曲：ウォルター・タイエブ 演奏：ヴァネッサ・メイ                        | ピアノ協奏曲第1番 作曲：ピョートル・チャイコフスキー                                               |
| 2008-2009 | イルミネーション 曲：シークレット・ガーデン                                                             | ポンペイ 曲：E.S.ポスチュマス                                                                      |
| 2007-2008 | Overture アルバム『Beethoven's Last Night』より 曲：トランスサイベリアンオーケストラ                    | ポンペイ 曲：E.S.ポスチュマス                                                                      |
| 2006-2007 | The Soul of Spain                                                                                       | ジャコモ・プッチーニセレクション                                                                   |
| 2005-2006 | アルビノーニのアダージョ 作曲：レモ・ジャゾット                                                         | ドミートリイ・ショスタコーヴィチセレクション                                                       |
| 2004-2005 | 火の鳥 作曲：イーゴリ・ストラヴィンスキー 演奏：Salsoul                                                 | トランスサイベリアンオーケストラセレクション                                                       |
| 2003-2004 | Murder at the Cotton Club by Erik Ekstrand Ensemble                                                     | Wonders of the New World 作曲：エルトン・ジョン 映画『パール・ハーバー』より 作曲：ハンス・ジマー  |
| 2002-2003 | トランペットと管弦楽のためのカルメン幻想曲 演奏：ドク・セバリンセン、ロンドン・フィルハーモニー管弦楽団 | 映画『未来世紀ブラジル』より 作曲：マイケル・ケイメン 演奏：ナショナル・フィルハーモニック管弦楽団 |
| 2001-2002 | Millenium                                                                                               | 映画『未来世紀ブラジル』より 作曲：マイケル・ケイメン 演奏：ナショナル・フィルハーモニック管弦楽団 |

## エピソード
井上は長野オリンピックのシーズン始めごろ、当時40歳代半ばの父を肺癌により失い、日本代表選考争いにも敗れ一時はスケートを辞めていた時期もあった。スケートを再開し、ペアを求めて渡米した後も苦難は続き、レッスン代と生活費捻出の為、土産品店でアルバイトをしていた。充分な衣装代も無く、自身の裁縫による衣装で出場した大会もある。渡米後、肺がんに罹患するが、幸いにも抗がん剤治療をもって完治する。この治療も入院することなく通院で済ませ、抗がん剤の副作用に耐えながらアルバイトとレッスンを続けた。井上はこの通院治療中のレッスン中に、誤って落下してしまい頭蓋骨を骨折している。一時は意識不明、前歯をほとんどなくすという大ケガをし、後遺症で心的外傷後ストレス（PTSD）に悩まされ、更には卵巣を片方破裂させて卵巣摘出する事態となり、辛い闘病生活を送っている。しかし井上は終始一貫病気などを一切言い訳にせず、練習・競技に打ち込んだ。そんな井上を理解し共に競技生活を歩んできたのが、現ペアのボルドウィンであった。二人の生きる姿と人間性は、スケート競技の力量以上の感動的なストーリーとして多くのメディアが取り上げた。
トリノオリンピック終了後の2006年3月14日付「しんぶん赤旗」読者の文芸欄に、祖母・泉久美さんの「五輪史に名を刻むジャンプ跳びきって怜奈は「やった」と声援の中」という短歌が掲載された。

## テレビ出演または特集された番組
- NHK
  - クローズアップ現代「がんに負けない・あきらめない」（2008年4月10日放送分）
- 日本テレビ系
  - 金のA様×銀のA様
  - ザ!情報ツウ
  - ザ・ワイド
  - Going!Sports&News（2016年12月24日）
- TBS系
  - きょう発プラス!
  - 復活の日（2008年11月26日）
- フジテレビ系
  - めざましテレビ（2008年12月29日）「ココ調」コーナー
- テレビ朝日系
  - スーパーモーニング
  - ワイド!スクランブル

### CM
- アフラック（2008年）
  - 2008年全米選手権での氷上でのプロポーズの映像に、日常の映像で構成された内容。